# Gui de Châtillon (archevêque)
Pour les articles homonymes, voir Châtillon.
Gui de Châtillon, ou Gui Ier, mort à Reims le 1er septembre 1055, est un prélat français, archevêque de Reims.

## Biographie

### Famille
Gui de Châtillon est le fils de Hervé (alias Hérivée) de Châtillon (947/957-999), seigneur de Châtillon, vidame de Reims et de son épouse Gisèle de Cambrai, et donc petit-neveu de Hervé (ou Hérivée) de Châtillon (mort le 2 juillet 922), archevêque de Reims, légat du pape en France, et chancelier du roi Charles le Simple, et qui inféoda plusieurs terres de son église à son frère Eudes de Châtillon, dont Basoches et Châtillon. Il avait deux frères : Gervais, vidame de Reims, qui aura une descendance dite des Vidames de Reims, et Miles ou (Milon) de Châtillon (mort en 1076), seigneur de Châtillon et Basoches, époux d'Avenelle de Montfort (988-1031) qui aura Gui Ier de Châtillon neveu de l'archevêque de Reims.

### Carrière ecclésiastique de 1047 à 1049
En 1047 il apparaît dans une charte de son suffragant, Gébuin, évêque de Laon (1031-1049) donnée à Laon pour l'abbatiale Saint-Pierre-au-Grand-Cloître de l'abbaye Saint-Vincent de Laon, « simul etiam domini Widonis, archipresulis, et plurimorum episcoporum nostrorum subterfirmationibus »
Le 22 mai 1048, il souscrit avec l'évêque de Laon la restitution du château de Vic-sur-Aisne à l'abbaye Saint-Médard de Soissons
Par une charte de 1048 Gui donne à perpétuité un autel dédié à saint Quentin aux moines de l'abbaye Saint-Vincent de Laon, un autel dédié à saint Quentin et situé dans le pagus de Mouzon , à la suite de la demande de leur abbé : Erchenvé (v.1031-1059), l'acte est donné en public par l'évêque soucieux d’obtenir la rémission de ses péchés et guidé par l’amour pour le saint et martyr Vincent, y souscrit également Gébuin de Laon (vers 1030-1050), l'évêque de Laon qui sera déposé deux ans plus tard pour simonie
Au milieu du XIe siècle fut trouvé dans l'église Saint-Pierre de l'abbaye Saint-Bertin de Saint-Omer, le cercueil de Bertin de Sithiu, c'est-à-dire saint Bertin, que saint Folquin, (Folquin de Thérouanne), alors évêque de Thérouanne, avait jugé plus prudent de cacher la relique de saint Bertin, dans un lieu secret, au point que la relique y resta 206 ans et ne fut retrouvée qu'en 1049. Malgré tout, l'abbaye fut pillée et brûlée par les envahisseurs normands en 860. Après cette découverte les religieux de l'abbaye souhaitaient le mettre dans une châsse et invitèrent en 1049, à cette cérémonie, l'archevêque de Reims, Gui de Châtillon, ainsi que Drogon (1030-1078), l'évêque de Thérouanne, et Adèle (1009-1079), comtesse de Flandre, ainsi que plusieurs autres personnages distingués
Le pape Léon IX arriva le 29 septembre 1049 à  Reims pour la dédicace et consécration de l'église abbatiale de Saint-Remi, en basilique et le Concile de Reims quelques jours plus tard. Il alla jusqu'à la cathédrale entouré de prélats, puis passa la nuit au Palais épiscopal. Le 30 septembre, il partit pour l'abbaye Saint-Remi de Reims. Le 1er octobre 1049, avec l'aide des archevêques de Reims : Gui de Châtillon ; de Trèves : Eberhard (de) (1047–1066) ; de Lyon : Halinard (1046-1052) ; de Besançon : Hugues Ier de Salins (1031-1066), il sortit la châsse de saint Remi, le lendemain commence la dédicace en faisant trois fois le tour de la basilique.

### Concile de Reims en 1049
Les 3, 4 et 5 octobre 1049, : concile est tenu par le pape Léon IX pour remédier à plusieurs abus dans le cadre de la réforme de l'Église (simonie, nicolaïsme...) et qui faisait la suite de ceux de Rome et de  Pavie. Le pape venait à l'initiative de l'abbé de Saint-Remi pour consacrer la nouvelle église. Henri Ier avait convoqué le ban et l'arrière-ban de son domaine et il ne vint que Frotland, évêque de Senlis, et Gui de Châtillon, archevêque de Reims qui les accueillait. Le concile se tenait avec vingt évêques, cinquante abbés et de nombreux clercs, parmi eux : l'archevêque de Trêves, celui du Lyon et celui de Besançon, l'évêque de Porto nouvellement nommé: Jean Sesmando. Le concile prit des sanctions canoniques contre Guillaume le Conquérant à la suite de son mariage avec sa cousine Mathilde de Flandres. Ainsi que contre des gens d'église : furent excommuniés l'archevêque de Sens: Gilduin de Joigny (1032-1049), et celui de Saint-Jacques en Galicie, l'évêque d'Iria-Flavia à Compostelle, pour avoir affirmé que son siège était apostolique ; cette excommunication revenait à nier la présence du corps de l'apôtre à Compostelle), les évêques de Beauvais : Drogon , d'Amiens: Foulques d'Amiens (1036-1058) pour son absence, l'abbé de l'abbaye Saint-Médard de Soissons. Furent déposés les évêques de Langres: Hugues de Breteuil (1031-1049) et celui de Nantes: Budic pour népotisme et sidomie. Douze canons furent promulgués contre l'usure, contre le port des armes par les clercs, l'accès aux charges ecclésiastiques sans élection préalable, la protection des pauvres...
De l'archiépiscopat de Gui nous sont parvenus une quinzaine d'acte dont trois originaux.
En 1053, Gui de Châtillon confirma la donation de son neveu Manassès dit Le Chauve, vidame de Reims qu'il a faite à Hérimar, abbé de Saint-Remi, de certaines terres voisines de Viré pour y bâtir une ferme à condition de lui payer 100 sols de rente sa vie durant , en présence de Roger comte de Porcien, son beau-frère de Manassès de Rethel, Renaud comte de Soissons, et Gui Ier de Châtillon († ap.1089), fils de Milon de Châtillon († 1076), seigneur de Châtillon et Basoches
Dans l’énumération des souscripteurs laïques des trois chartes datées de 1053 on retrouve deux Manassès, ainsi que le comte de Soissons. Elles débutent par le signum d’un comte Manassès : il s’agit probablement d’un comte de Rethel et seigneur d’Omont. Puis, on trouve la souscription du vidame Manassès (connu sous le surnom de Chauve), neveu de l’archevêque Guy. L’un des deux comtes Renaud, qui souscrivent à la suite du vidame, doit être Renaud I de Soissons, mort en 1057. Le second Rainoldus est peut-être le comte Renaud de Porcien attesté en 1045 à l’occasion de la fondation d’une collégiale à Chaumont-Porcien.
Le pape Léon IX confirma l'abandon de la part que Gui avait dans le marché qui se tenait le 12 des calendes de novembre. Ce marché avait lieu le 21 octobre, et le pape défend à quiconque de maltraiter et d'empêcher ceux qui viendraient ou rentreraient du marché de leur extorquer quoi que ce soit
Après la mort de Gui de Châtillon, archevêque de Reims, le roi de France Henri Ier nomma Gervais à cet archevêché

### Monnaies
Ebalus (Ebles Ier), évêque de Reims avait enlevé à l'abbaye Saint-Vanne de Verdun, le droit de battre la monnaie dans la ville de Mouzon pour la réunir à celle de Reims; Richard de Saint-Vanne, abbé s'en plaignit vivement en 1040 auprès de Gui de Châtillon, successeur d'Ebalus, sur le siège de Reims, qui lui accorda pour le dédommager l'autel de Viviers (altare de Vivariis), l'archevêque y reconnait expressément que les abbés de Saint-Vanne tenaient légalement la monnaie de Mouzon de la libéralité de l'empereur Henri,. Il est dit aussi d'après Richard de Vassebourg archidiacre de Verdun (14..-1567) que l'archevêque donna en dédommagement la paroisse de Vignes
Il existe des monnaies de la plupart des archevêques de Reims à dater de Gui de Châtillon jusqu'au XIVe siècle. De ce prélat est parvenu deux monnaies :
- La première, WIDO en 2 lignes dans le champ +

REMOR PRESVL

R/.+ VITA XPISTIANA

croix cantonné d'un A et d'un  m Denier (M. Saubinet).
- La seconde, variété WIDO REMOR ARCHIPSVL

R/VITA X PISTINA croix

La plus ancienne de ces deux pièces est la première, le simple titre de praesul  qu'y prend l'évêque semble le démontrer. Joachim Lelewel (1786-1861), spécialiste de l'histoire monétaire considérait le denier de Gui comme la plus ancienne monnaie épiscopale marquée d'un nom déterminée. Mais à l'époque ou il publiait cette observation les deniers des évêques de Laon contemporains d'Hugues Capet  et Robert, n'étaient pas encore connus. Les dessins de ces deux pièces figurent sur la planche 4 no 4 

## Armoiries
Armoiries de la Maison de Châtillon :
« de gueules aux trois pals vairé d'argent et d'azur, au chef d'or chargé d'un lambel d'azur »